# 拉弗曲线

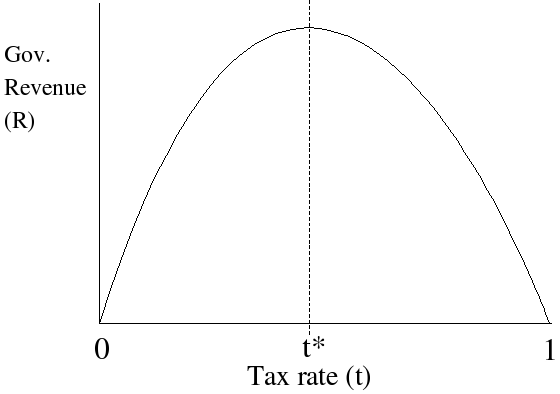
拉弗曲线（理想狀態），税率0%意味着可以获得生产的全部成果，政府对生产没有妨碍作用，生产最大化。但收益零的政府沒有意義。而税率100%，政府的收益卻是零。因为所有劳动成果都被征税，他们不愿意工作了，自然没有可供税，因此政府收益又等于零。税率从0—100%，税收总额从零回归至零。

拉弗曲线（英語：Laffer curve）是一种假说，设想了政府的税收收入与税率之间的关系，当税率在一定的限度以下时，提高税率能增加政府税收收入，但超过这一限度时，再提高税率反而导致政府税收收入减少。因为较高的税率将抑制经济的增长，使税基减小，税收收入下降，反之，减税可以刺激经济增长，扩大税基，税收收入增加。
1974年，阿瑟·拉弗在一次同切尼的会面中谈及这一思想，从此“拉弗曲线”便在政治界广为流传，用于支持减税的政策。但很多经济学家批评拉弗曲线以及它所推动的减税政策，认为它们没有实证支持。
虽然拉弗曲线被冠以阿瑟·拉弗之名，但这一假说并非他首创。如14世纪的伊本·赫勒敦，20世纪的安德鲁·W·梅隆等均提出过类似的说法。拉弗曲线有一个被传奇化的“诞生”经历：1978年，记者Jude Wanniski在一篇文章中回忆了1974年的那次会面，声称拉弗在一张餐巾布上手绘了一张图来向拉姆斯菲尔德和切尼阐述了他的主张。该餐巾布在Jude Wanniski的遗物中被发现，并被美国国家历史博物馆所收藏。然而拉弗本人则说当天他并没有在餐巾布上画图，该餐巾布可能是他多年以后专门为Jude Wanniski所画的纪念品，因为餐巾布上的日期不正确，而且当天拉姆斯菲尔德并不在场。